# Karl Krösell
Friedrich Wilhelm Karl Krösell (* 3. Mai 1865 in Pyritz; † 1933) war evangelischer Geistlicher, Mitglied des Deutschen Reichstags (DRP) und antisemitischer Agitator.

## Leben
Krösell besuchte das Königliche Bismarck-Gymnasium in Pyritz, die Königliche Friedrich Wilhelms-Universität Berlin und die von Bodelschwinghschen Anstalten bei Bielefeld (Krankenhaus, Arbeiterkolonie, Herberge zur Heimat, Trinkerrettungshaus). 1891 absolvierte er das Examen pro licentia concionandi und 1893 das Examen pro ministerio. 1894 wurde er Diakon in Bielefeld, 1895 Vikar in Luckenwalde, 1896 Hilfsprediger in Bornim bei Potsdam und von 1896 bis 1903 Pfarrer in Kloxin.
1903 legte er sein Amt nieder, um ganz frei zur politischen Arbeit für den Mittelstand zu sein. 1890 veröffentlichte er das Festspiel "Das Vaterland sei unser Ruhm!" und 1901 ein Gutachten über die Ritualmordfrage. Vom preußischen Kultusministerium erhielt er in der Folge Redeverbot in Schulen. Danach war er Direktor der Druckereigenossenschaft Pyritz und Leiter der Zeitung Der Mittelstand.
Von 1903 bis 1907 war er Mitglied des Deutschen Reichstags für den Wahlkreis Regierungsbezirk Stettin 5 Pyritz, Saatzig und die antisemitische Deutsche Reformpartei.